# Liste der dänischen Vorschläge für die Oscar-Nominierung in der Kategorie bester internationaler Film
Die Liste der dänischen Vorschläge für die Oscar-Nominierung in der Kategorie bester internationaler Film (bis 2019 bester fremdsprachiger Film (Best Foreign Language Film of the Year), seit der Oscarverleihung 2020 Best International Feature Film). führt alle für Dänemark bei der Academy of Motion Picture Arts and Sciences (AMPAS) für die Kategorie eingereichten Filme.
Seit 1948 wird bei den Oscars alljährlich auch ein fremdsprachiger Film geehrt. Von 1948 bis 1956 geschah dies in Form eines Spezial- bzw. Ehrenoscars.

Eine eigene Kategorie mit fünf Nominierungen, wie in den übrigen regulären Kategorien, wurde im Jahr 1957 geschaffen.

Seit 2007 wird in einem zweistufigen Verfahren aus allen zugelassenen Einreichungen der vorschlagsberechtigten Länder eine Vorauswahl getroffen. Ein Komitee aus Mitgliedern der Academy nominiert mehrere Filme, die auf einer Short-List veröffentlicht werden. Aus diesen Vorschlägen werden die fünf Nominierungen ausgewählt. Bis 2019 erschienen 9 Film auf dieser Liste, 2020 dann einmalig 10. Aufgrund der Corona-Krise wurde diese Zahl 2021 auf 15 aufgestockt und beibehalten.
Insgesamt 62 Filme wurden von Dänemark vorgeschlagen.

Dänische Filme konnten bislang viermal den Oscar in dieser Kategorie gewinnen. Insgesamt 14 Filmen gelang der Sprung auf die Nominierungsliste, dazu noch 4 auf die Short-List.
| Einreichungen | Short-List | Nominierungen | Auszeichnungen |
| ------------- | ---------- | ------------- | -------------- |
| 63            | 13         | 15            | 4              |

Von der offiziellen AMPAS-Datenbank wird Dänemark bei den Auszeichnungen zusammen mit Spanien auf Platz drei geführt und bei Nominierungen zusammen mit Japan auf Platz fünf.

## Dänische Vorschläge
| Jahr der Verleihung | Originaltitel                                   | Deutscher oder internationaler Verleihtitel                          | Sprachen                                           | Regisseur                              | Produktionsland                             | Ergebnis        |
| ------------------- | ----------------------------------------------- | -------------------------------------------------------------------- | -------------------------------------------------- | -------------------------------------- | ------------------------------------------- | --------------- |
| 1957                | Qivitoq - Fjeldgængeren                         | Qivitoq                                                              | Dänisch, Grönländisch                              | Erik Balling                           | Dänemark                                    | Nominiert       |
| 1958                | Ingen tid til kærtegn                           | Sei lieb zu mir                                                      | Dänisch                                            | Annelise Hovmand                       | Dänemark                                    | Nicht nominiert |
| 1959                | Guld og grønne skove                            | Goldene Berge                                                        | Dänisch                                            | Gabriel Axel                           | Dänemark                                    | Nicht nominiert |
| 1960                | Paw                                             | Pao aus dem Dschungel                                                | Dänisch                                            | Astrid Henning-Jensen                  | Dänemark                                    | Nominiert       |
| 1962                | Harry og kammertjeneren                         | Harry und sein Kammerdiener                                          | Dänisch                                            | Bent Christensen                       | Dänemark                                    | Nominiert       |
| 1965                | Sekstet                                         | Sextet                                                               | Dänisch                                            | Annelise Hovmand                       | Dänemark                                    | Nicht nominiert |
| 1966                | Gertrud                                         | Gertrud                                                              | Dänisch                                            | Carl Theodor Dreyer                    | Dänemark                                    | Nicht nominiert |
| 1967                | Sult                                            | Hunger                                                               | Dänisch, Norwegisch, Schwedisch                    | Henning Carlsen                        | Dänemark, Norwegen, Schweden                | Nicht nominiert |
| 1968                | Der var engang en krig                          | Es war einmal ein Krieg                                              | Dänisch                                            | Palle Kjærulff-Schmidt                 | Dänemark                                    | Nicht nominiert |
| 1969                | Människor möts och ljuv musik uppstår i hjärtat | Sie treffen sich, sie lieben sich, und ihr Herz ist voll süßer Musik | Dänisch                                            | Henning Carlsen                        | Dänemark                                    | Nicht nominiert |
| 1970                | Balladen om Carl-Henning                        | Die Ballade von Carl-Henning                                         | Dänisch                                            | Lene Grønlykke, Sven Grønlykke         | Dänemark                                    | Nicht nominiert |
| 1971                | Ang.: Lone                                      | Das Mädchen Lone                                                     | Dänisch                                            | Franz Ernst                            | Dänemark                                    | Nicht nominiert |
| 1972                | Forsvundne fuldmægtig                           | The Missing Clerk                                                    | Dänisch                                            | Gert Fredholm                          | Dänemark                                    | Nicht nominiert |
| 1973                | Man sku være noget ved musikken                 | Oh, to Be on the Bandwagon!                                          | Dänisch                                            | Henning Carlsen                        | Dänemark                                    | Nicht nominiert |
| 1975                | Olsen-bandens sidste bedrifter                  | Der (voraussichtlich) letzte Streich der Olsenbande                  | Dänisch                                            | Erik Balling                           | Dänemark                                    | Nicht nominiert |
| 1976                | Per                                             | Per – Auf gefährlichem Weg                                           | Dänisch                                            | Hans Kristensen                        | Dänemark                                    | Nicht nominiert |
| 1977                | Olsen-banden ser rødt                           | Die Olsenbande sieht rot                                             | Dänisch                                            | Erik Balling                           | Dänemark                                    | Nicht nominiert |
| 1978                | Drenge                                          | Boys                                                                 | Dänisch                                            | Nils Malmros                           | Dänemark                                    | Nicht nominiert |
| 1979                | Mig og Charly                                   | Ich und Charly – Me and Charly                                       | Dänisch                                            | Morten Arnfred und Henning Kristiansen | Dänemark                                    | Nicht nominiert |
| 1980                | Johnny Larsen                                   | Johnny Larsen                                                        | Dänisch                                            | Morten Arnfred                         | Dänemark                                    | Nicht nominiert |
| 1983                | Kundskabens træ                                 | Baum der Erkenntnis                                                  | Dänisch                                            | Nils Malmros                           | Dänemark                                    | Nicht nominiert |
| 1984                | Zappa                                           | Zappa                                                                | Dänisch                                            | Bille August                           | Dänemark                                    | Nicht nominiert |
| 1985                | Tukuma                                          | Tukuma                                                               | Dänisch, Grönländisch                              | Palle Kjærulff-Schmidt                 | Dänemark                                    | Nicht nominiert |
| 1986                | Tro, håb og kærlighed                           | Twist and Shout - Rock'n'Roll und erste Liebe                        | Dänisch                                            | Bille August                           | Dänemark                                    | Nicht nominiert |
| 1987                | Manden i månen                                  | The Dark Side of the Moon                                            | Dänisch                                            | Erik Clausen                           | Dänemark                                    | Nicht nominiert |
| 1988                | Babettes gæstebud                               | Babettes Fest                                                        | Dänisch, Französisch, Schwedisch                   | Gabriel Axel                           | Dänemark                                    | Gewonnen        |
| 1989                | Pelle Erobreren                                 | Pelle, der Eroberer                                                  | Dänisch, Schwedisch                                | Bille August                           | Dänemark, Schweden                          | Gewonnen        |
| 1990                | Danser med Regitze                              | Tanzen mit Regitze                                                   | Dänisch                                            | Kaspar Rostrup                         | Dänemark                                    | Nominiert       |
| 1991                | Lad isbjørnene danse                            | Laß die Eisbären tanzen                                              | Dänisch                                            | Birger Larsen                          | Dänemark                                    | Nicht nominiert |
| 1992                | Den store badedag                               | Der schöne Badetag / The Great Day on the Beach                      | Dänisch                                            | Stellan Olsson                         | Dänemark                                    | Nicht nominiert |
| 1993                | Sofie                                           | Sofie                                                                | Dänisch                                            | Liv Ullmann                            | Dänemark                                    | Nicht nominiert |
| 1994                | Sort høst                                       | Schwarze Ernte / Black Harvest                                       | Dänisch                                            | Anders Refn                            | Dänemark                                    | Nicht nominiert |
| 1995                | Min fynske barndom                              | Carl, meine Kindheit auf Fünen / Carl, My Childhood Symphony         | Dänisch                                            | Erik Clausen                           | Dänemark                                    | Nicht nominiert |
| 1997                | Hamsun                                          | Hamsun                                                               | Dänisch, Deutsch, Norwegisch, Schwedisch, Englisch | Jan Troell                             | Dänemark, Deutschland, Schweden, Norwegen   | Nicht nominiert |
| 1998                | Barbara                                         | Barbara                                                              | Dänisch                                            | Nils Malmros                           | Dänemark                                    | Nicht nominiert |
| 1999                | Festen                                          | Das Fest                                                             | Dänisch                                            | Thomas Vinterberg                      | Dänemark                                    | Nicht nominiert |
| 2000                | Mifunes sidste sang                             | Mifune – Dogma III                                                   | Dänisch                                            | Søren Kragh-Jacobsen                   | Dänemark                                    | Nicht nominiert |
| 2001                | Her i nærheden                                  | Hier in der Nähe - A Place Nearby                                    | Dänisch                                            | Kaspar Rostrup                         | Dänemark                                    | Nicht nominiert |
| 2002                | Italiensk for begyndere                         | Italienisch für Anfänger                                             | Dänisch                                            | Lone Scherfig                          | Dänemark                                    | Nicht nominiert |
| 2003                | Elsker dig for Evigt                            | Für immer und ewig - Open Hearts                                     | Dänisch                                            | Susanne Bier                           | Dänemark                                    | Nicht nominiert |
| 2004                | Reconstruction                                  | Reconstruction                                                       | Dänisch                                            | Christoffer Boe                        | Dänemark                                    | Nicht nominiert |
| 2005                | De Fem benspænd                                 | The Five Obstructions                                                | Dänisch, Englisch, Französisch, Spanisch           | Jørgen Leth, Lars von Trier            | Dänemark, Belgien, Schweiz, Frankreich      | Nicht nominiert |
| 2006                | Adams æbler                                     | Adams Äpfel                                                          | Dänisch                                            | Anders Thomas Jensen                   | Dänemark                                    | Nicht nominiert |
| 2007                | Efter brylluppet                                | Nach der Hochzeit                                                    | Dänisch, Hindi, Schwedisch, Englisch               | Susanne Bier                           | Dänemark, Schweden                          | Nominiert       |
| 2008                | Kunsten at græde i kor                          | Die Kunst, im Chor zu weinen - The Art of Crying                     | Dänisch                                            | Peter Schønau Fog                      | Dänemark                                    | Nicht nominiert |
| 2009                | To verdener                                     | Worlds Apart                                                         | Dänisch                                            | Niels Arden Oplev                      | Dänemark                                    | Nicht nominiert |
| 2010                | Frygtelig lykkelig                              | Terribly Happy                                                       | Dänisch                                            | Henrik Ruben Genz                      | Dänemark                                    | Nicht nominiert |
| 2011                | Hævnen                                          | In einer besseren Welt                                               | Dänisch, Englisch                                  | Susanne Bier                           | Dänemark                                    | Gewonnen        |
| 2012                | Superclásico                                    | Superclassico … meine Frau will heiraten!                            | Dänisch, Spanisch                                  | Ole Christian Madsen                   | Dänemark                                    | Short-List      |
| 2013                | En kongelig affære                              | Die Königin und der Leibarzt                                         | Dänisch                                            | Nikolaj Arcel                          | Dänemark, Schweden, Tschechien, Deutschland | Nominiert       |
| 2014                | Jagten                                          | Die Jagd                                                             | Dänisch                                            | Thomas Vinterberg                      | Dänemark, Schweden                          | Nominiert       |
| 2015                | Sorg og glæde                                   | Sorrow and Joy                                                       | Dänisch                                            | Nils Malmros                           | Dänemark                                    | Nicht nominiert |
| 2016                | Krigen                                          | A War                                                                | Dänisch                                            | Tobias Lindholm                        | Dänemark                                    | Nominiert       |
| 2017                | Under sandet                                    | Unter dem Sand – Das Versprechen der Freiheit                        | Dänisch, Deutsch                                   | Martin Zandvliet                       | Dänemark                                    | Nominiert       |
| 2018                | Du forsvinder                                   | You Disappear                                                        | Dänisch                                            | Peter Schønau Fog                      | Dänemark                                    | Nicht nominiert |
| 2019                | Den skyldige                                    | The Guilty                                                           | Dänisch                                            | Gustav Möller                          | Dänemark                                    | Short-List      |
| 2020                | Dronningen                                      | Königin                                                              | Dänisch, Schwedisch                                | May el-Toukhy                          | Dänemark, Schweden                          | Nicht nominiert |
| 2021                | Druk                                            | Der Rausch                                                           | Dänisch                                            | Thomas Vinterberg                      | Dänemark, Schweden, Niederlande             | Gewonnen        |
| 2022                | Flugt                                           | Flee                                                                 | Dänisch, Englisch, Dari, Russisch, Französisch     | Jonas Poher Rasmussen                  | Dänemark, Frankreich, Schweden, Norwegen    | Nominiert       |
| 2023                | Holy Spider                                     | Holy Spider                                                          | Persisch                                           | Ali Abbasi                             | Dänemark, Deutschland, Schweden, Frankreich | Short-List      |
| 2024                | Bastarden                                       | The Kings Land oder The Promised Land                                | Dänisch                                            | Nikolaj Arcel                          | Dänemark, Deutschland, Schweden             | Short-List      |
| 2025                | Pigen med nålen                                 | Das Mädchen mit der Nadel                                            | Dänisch                                            | Magnus von Horn                        | Dänemark, Polen, Schweden                   | Nominiert       |

## Die erfolgreichsten Regisseure
Mit mindestens einer Nominierung oder Short-List
| Regisseur             | Einreichungen | Short-List | Nominierungen | Auszeichnungen |
| --------------------- | ------------- | ---------- | ------------- | -------------- |
| Ali Abbasi            | 1             | 1          | 0             | 0              |
| Nikolaj Arcel         | 2             | 1          | 1             | 0              |
| Bille August          | 3             | -          | 1             | 1              |
| Gabriel Axel          | 2             | -          | 1             | 1              |
| Erik Balling          | 3             | -          | 1             | 0              |
| Susanne Bier          | 3             | -          | 2             | 1              |
| Bent Christensen      | 1             | -          | 1             | 0              |
| Astrid Henning-Jensen | 1             | -          | 1             | 0              |
| Tobias Lindholm       | 1             | 1          | 1             | 0              |
| Ole Christian Madsen  | 1             | 1          | 0             | 0              |
| Gustav Möller         | 1             | 1          | 0             | 0              |
| Jonas Poher Rasmussen | 1             | 1          | 1             | 0              |
| Kaspar Rostrup        | 2             | -          | 1             | 0              |
| Thomas Vinterberg     | 3             | 2          | 2             | 1              |
| Magnus von Horn       | 1             | 1          | 1             | 0              |
| Martin Zandvliet      | 1             | 1          | 1             | 0              |